# Baie de Handréma
La baie de Handréma est l'une des baies de l'océan Indien formée par la côte nord de l'île principale de Mayotte, soit Grande-Terre.